# 龍造寺長信
龍造寺 長信（りゅうぞうじ ながのぶ）は、戦国時代から江戸時代初期にかけての武将。龍造寺氏、鍋島氏の家臣。

## 生涯
天文7年（1538年）、龍造寺周家の三男として誕生。
永禄元年（1558年）、龍造寺氏が調略により小田政光を滅ぼした際に、小田氏の居城であった蓮池城を接収したが、後に政光の遺児・鎮光を赦免し城主とした。龍造寺氏は永禄2年（1559年）に少弐冬尚を滅ぼし、少弐氏を滅亡に追い込んだが、冬尚の弟・政興は再興を目指し反乱を起こす。永禄6年（1563年）には龍造寺氏は政興に協調した多久宗利を下し、多久氏（前多久氏）の居城であった梶峰城を奪い、長信が城主となった。
永禄11年（1568年）、長信は梶峰城を鎮光に譲り、小田氏の居城であった蓮池城を自らの居城とした。小田氏との友好を深めるため鎮光の妹を娶っていたが、豊後国大友氏の圧力が強まると鎮光は大友氏に寝返ったため、梶峰城を追放され、再び長信が城主となった。肥前（武雄）後藤氏の後藤貴明が梶峰城を攻め取ろうとしたが、これを退けている。
大江神大神宮の再興、聖光寺や岩松軒寺の建立など、伝統的な宗教勢力との関係を良好にし、統治の安定を図った。また、近年に梶峰城跡で発掘された遺構は長信が城主の時代のものと推測されている。
龍造寺領国において、長信が軍事物資の調達に関わる任務に当たっており、特に軍事活動の中で木材調達に関わっていた。この背景には長信の本拠地の多久が材木供給地と近接しており、材木の調達や普請に関わる職人集団を長信が有していたためで、隆信は肥前西部を進行する上で長信を用いた。これにより龍造寺氏は軍事活動において、城郭などの普請を盛んに行う事ができ、肥前国内における勢力基盤をある程度構築する事に成功した。
また､龍造寺氏が西肥前へ進攻する際､長信は武雄温泉の利用に関与し､かつ境目の防備に従事していたことが知られている｡
龍造寺氏の領国の実権を握った鍋島氏と龍造寺隆信の孫・高房の相克における幕府からの呼び出しに際しては龍造寺信周、龍造寺家晴と共に上京し、鍋島氏への権力移譲を容認した。
嫡男で初代多久領主の安順は、後多久氏の祖となる。

## 系譜
- 父：龍造寺周家（1504-1545）
- 母：慶誾尼（1509-1600）? - 龍造寺胤和娘
- 室：小田政光娘
  - 嫡男：多久安順（1566/63-1641）
- 生母不明の子女
  - 女子：後藤家忠室
  - 女子：真光院 - 鍋島茂賢正室